# Greensburg (Kentucky)
Greensburg – miasto w Stanach Zjednoczonych, w stanie Kentucky, w hrabstwie Green.